# Skarpbergstjärnarna (Ströms socken, Jämtland, 707099-150462)
Skarpbergstjärnarna är en sjö i Strömsunds kommun i Jämtland och ingår i Ångermanälvens huvudavrinningsområde. Sjön har en area på 0,0411 kvadratkilometer och ligger 284,6 meter över havet.

## Delavrinningsområde
Skarpbergstjärnarna ingår i det delavrinningsområde (707286-150204) som SMHI kallar för Mynnar i Neder-Drevflyn. Medelhöjden är 312 meter över havet och ytan är 12,45 kvadratkilometer. Det finns inga avrinningsområden uppströms utan avrinningsområdet är högsta punkten. Storhöjdbäcken som avvattnar avrinningsområdet har biflödesordning 4, vilket innebär att vattnet flödar genom totalt 4 vattendrag innan det når havet efter 157 kilometer. Avrinningsområdet består mestadels av skog (75 procent). Avrinningsområdet har 0,21 kvadratkilometer vattenytor vilket ger det en sjöprocent på 1,6 procent.